# Moux-en-Morvan
Moux-en-Morvan è un comune francese di 622 abitanti situato nel dipartimento della Nièvre nella regione della Borgogna-Franca Contea.

## Società

### Evoluzione demografica
Abitanti censiti